# S/Y Gathenhielm
S/Y Gathenhielm var en gaffelriggad segelbåt, byggd 1916 på G.R. Liljegrens varv i Göteborg och döpt till Gumman. År 1955 köptes segelbåten av Visby sjöscoutkår och fick namnet Gathenhielm. Den gick 1967 på grund vid Ölands östra kust, förvandlades till vrak och eldades slutligen upp,

## Beskrivning
Gumman var en ketch på 20 ton och byggdes på G.R. Liljegrens varv i Göteborg. Konstruktör var C.O. Liljegren. som varit i USA och studerat segelyachter. Längden över allt var 15,36 meter, bredden 3,95 meter och djupgåendet 1,95 meter. Senare förlängdes hon i aktern till 16,6 meter. Skrovet var byggt i ek med järnspant, ballast inombords och bara en mindre järnköl. Hon hade två master – höjd 16 meter respektive 13 meter – och gaffelrigg med maximal segelarea 145 m2. Från början hade hon en Penta fotogenmotor på 70 hk som senare byttes ut till en Penta dieselmotor MD4 (19-35 hk).

### Segelplan

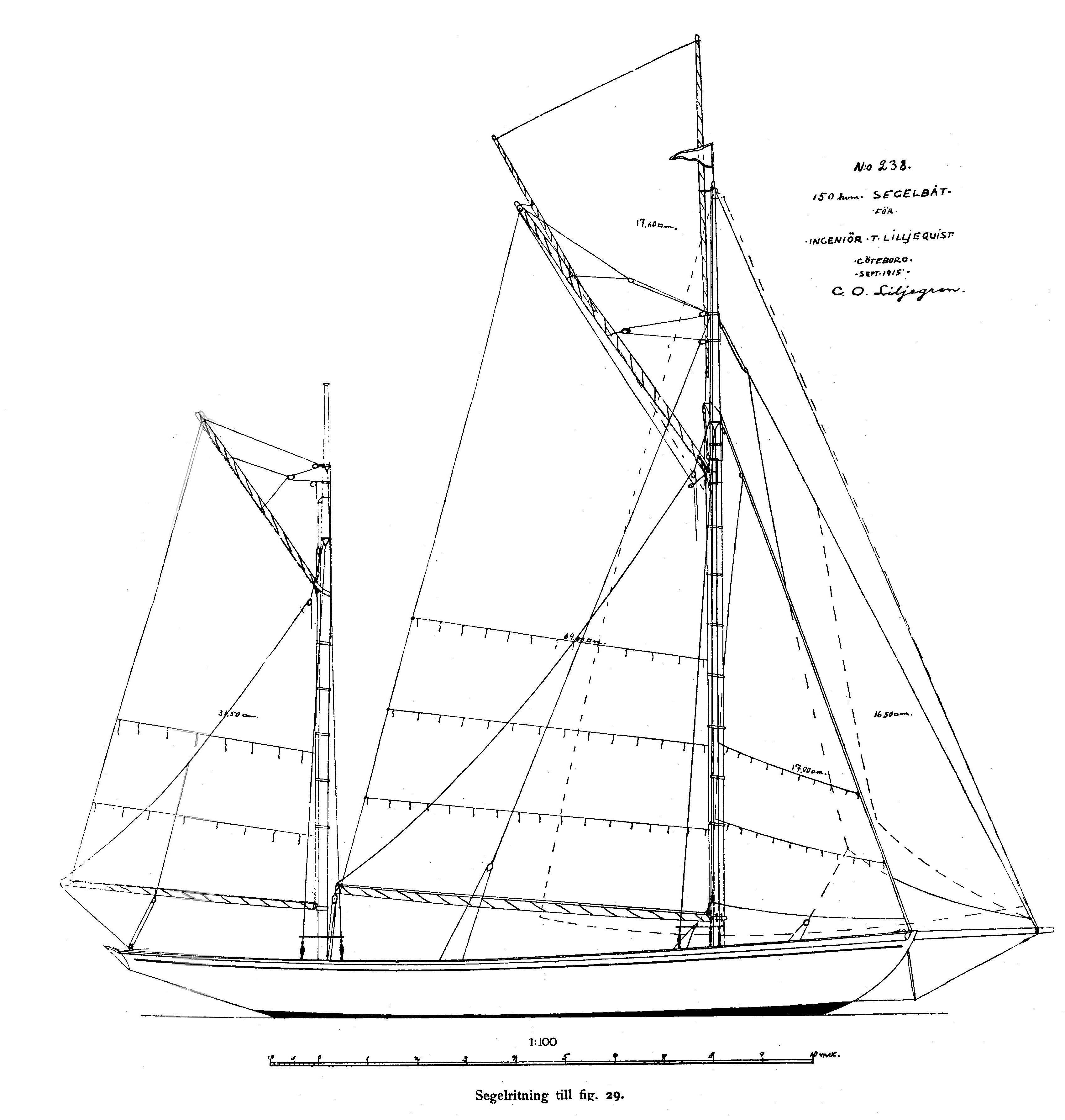
Ritning till S/Y Gumman från 1915.

S/Y Gathenhielm var från början gaffelriggad med stormast på 16 meter och den aktra masten 13 meter. Båda masterna hade från början gaffelsegel. Segelarea med fock var 118 m2. Med klyvare blev arean ytterligare 27 m2.
På 1950-talet byggdes riggen om till bermudarigg med stormast 17,5 meter.

## Historik

### Ägare och användning
- 1916 – T. Liljequist, döpt till Gumman
- 1927 – Kapten Gustaf Bernhardt och kapten Nils Unnérus, ändrade namnet till Gathenhielm[a] och använde fartyget som skolfartyg i en privat seglarskola.[b]
- 1941 – Grosshandlare Rolf Lindén, namnändrad till Valkyrian.
- 1955 – Visby sjöscoutkår köpte Valkyrian och tog tillbaka namnet Gathenhielm.
- 1967 – Två militärer från P18 köpte Gathenhielm för att ha som fritidsbåt.

### Under åren med Visby sjöscoutkår
Sommartid gjorde Gathenhielm långresor med sjöscouter under befäl av Gunnar Krantz och sekonden Ulf Johansson:
- 1955 Långresa till Bornholm
- 1956 Långresa till Kiel och kappsegling Fårö runt
- 1957 Långresa till Åland
- 1959 Långresa till Bornholm
- 1961 Gotland runt med Staffan Tjerneld. Gathenhielm startade i Visby med 10 unga sjöscouter och seglade motsols och gjorde strandhugg på intressanta, kulturella platser. Tjerneld gjorde ett filmreportage som visades i SVT året därpå under titeln ”Kryss i sol”.

Sommaren 1961 inträffade en incident utanför Ygne fiskeläge söder om Visby. Plötsligt började det åska med hårda vindbyar och seglen måste revas. Gathenhielm gick in mot land, ankrade och revade seglen. När de skulle lätta ankar hängde en elkabel i ankaret. Men besättningen lyckades frigöra kabeln utan några allvarliga följder eller elavbrott.

### Sista resan
1967 beslutade Sjöscoutkårens styrelse att sälja S/Y Gathenhielm för 30 000 kronor till major Birger Löf, P18. Delägare blev arkitekten Bertil Ahlqvist från Stockholm. Jungfruturen gick till Gdynia i Polen. På återresan till Gotland uppstod problem med framdrivningen och radiopejlen slutade fungera. Löf blev osäker på jaktens position, och för att inte hamna öster om Gotland korrigerades kursen västerut. Den 21 juni 1967 gick s/y Gathenhielm på en sten utanför Källa hamn på Öland.

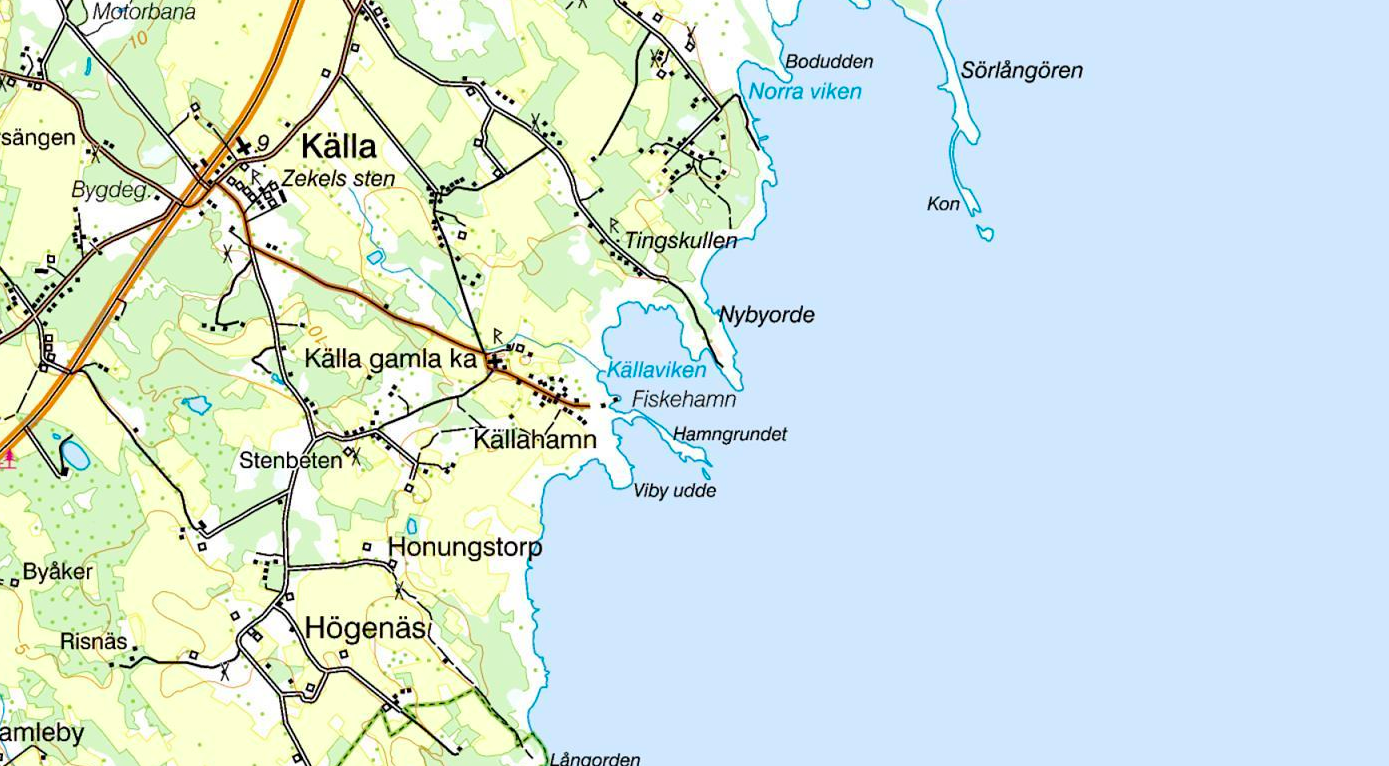
Källa hamn (Terrängkartan Öland)

Källa hembygdsförening har skrivit om händelsen 1967 – "En segelbåt gick på grund mellan Källahamn och Honungstorp". Båten sprang läck och kunde bogseras upp på stranden. Men hon var i så dåligt skick att ägarna beslutade att elda upp henne.